# Lejeunea hahnii
Lejeunea hahnii là một loài Rêu trong họ Lejeuneaceae. Loài này được Solari mô tả khoa học đầu tiên năm 1983.